# Platja dels Enlliscalls
La platja dels Enlliscalls, o platja del Reguerot de Claveguer, és una petita platja natural del municipi de Salou (Tarragonès), situada al cap de Salou, sota els penya-segats dels Enlliscalls, entre el far de Salou i la platja del Racó. Aïllada i de difícil accés, està rodejada de pineda. Té una longitud de 177 metres i una amplada mitjana de 28 metres, formada per còdols i blocs. El 2023 l'Ajuntament de Salou la va declarar platja nudista.